# コバンムシ
コバンムシ（Ilyocoris cimicoides）は、カメムシ目（半翅目）・コバンムシ科の水生昆虫である。

## 形態
体長11 - 12.5mm。光沢が強く扁平な小判型。前肢は鎌状の捕獲脚となるが、コオイムシほどには目立たない。生時の頭部は淡緑色で複眼は褐色。前胸背も淡緑色だが上翅は褐色をしている。

## 生態
ヒルムシロやヒシなどの浮葉植物の多い沼沢地に生息。越冬した成虫が、春先に繁殖し（ミツガシワの根の組織内に産卵していると思われる）、夏から秋に再び成虫が出現する。

## 分布
日本（本州・九州）・朝鮮半島・中国。

## 外来種の懸念
2006年に山口県で採集された個体は、日本産亜種(Ilyocoris cimicoides exclamationis)よりも、イギリスやデンマークなどにも分布する亜種(Ilyocoris cimicoides cimicoides)に外見が似ていた。ミトコンドリアDNAのCOI領域に基づくDNAバーコーディングの結果、日本産亜種よりIlyocoris cimicoides cimicoidesに遺伝的に近い事がわかった。これにより国外からの移入された個体群の定着の可能性が示唆されている。

## 人間との関わり
日本では絶滅が危惧されており、絶滅危惧II類であったのが、2012年8月の第4次レッドリストでは絶滅危惧IB類へと更に悪化している。
2023年１月には、タガメと同じく特定第二種国内希少野生動植物種に指定され、商業目的の採集等は禁じられている。